# Sinagoga Ades de Jerusalem
La Sinagoga Ades de Jerusalem (en hebreu: בית הכנסת עדס בירושלים), també és coneguda com la sinagoga de la comunitat jueva originària de la ciutat siriana d'Aleppo, està situada al barri Najlaot de Jerusalem, va ser fundada per immigrants sirians l'any 1901. És considerada com el centre de la cançó tradicional siriana a Israel.

## Origen
A la fi del segle xx, molts integrants de la comunitat jueva de Síria havien emigrat, fugint de la persecució i l'antisemitisme i per escapar de la crisi econòmica que va arribar amb la caiguda de l'Imperi Otomà. Mentre que molts es van establir a Anglaterra, Estats Units o Amèrica Llatina, algunes famílies es van traslladar a Terra Santa. La majoria dels membres de la comunitat eren treballadors, tendir-vos o comerciants.
Després d'algun temps, la sinagoga va ser establerta oficialment en 1901 per una comunitat jueva de Aleppo, Síria. Porta el nom de dos cosins que van finançar la construcció: Ovadia Yoshiahu Ades i Yosef Yitzjak Ades. Yosef Ades era un home ric, amb connexions en l'administració otomana i un membre del consell de la ciutat de Jerusalem. La nova sinagoga va ser dissenyada com una institució al barri, i en aquest moment, va ser considerada una de les més belles sinagogues a Jerusalem. Encara que de construcció sòlida, la sinagoga va sofrir danys durant la Primera Guerra Mundial i durant la Guerra araboisraeliana de 1948.
La sinagoga és atesa no tan sols per jueus sirians, sinó també per jueus sefardites, tanmateix la litúrgia de la congregació segueix el ritu mizrahi oriental en la seva variant siriana.

## Arquitectura

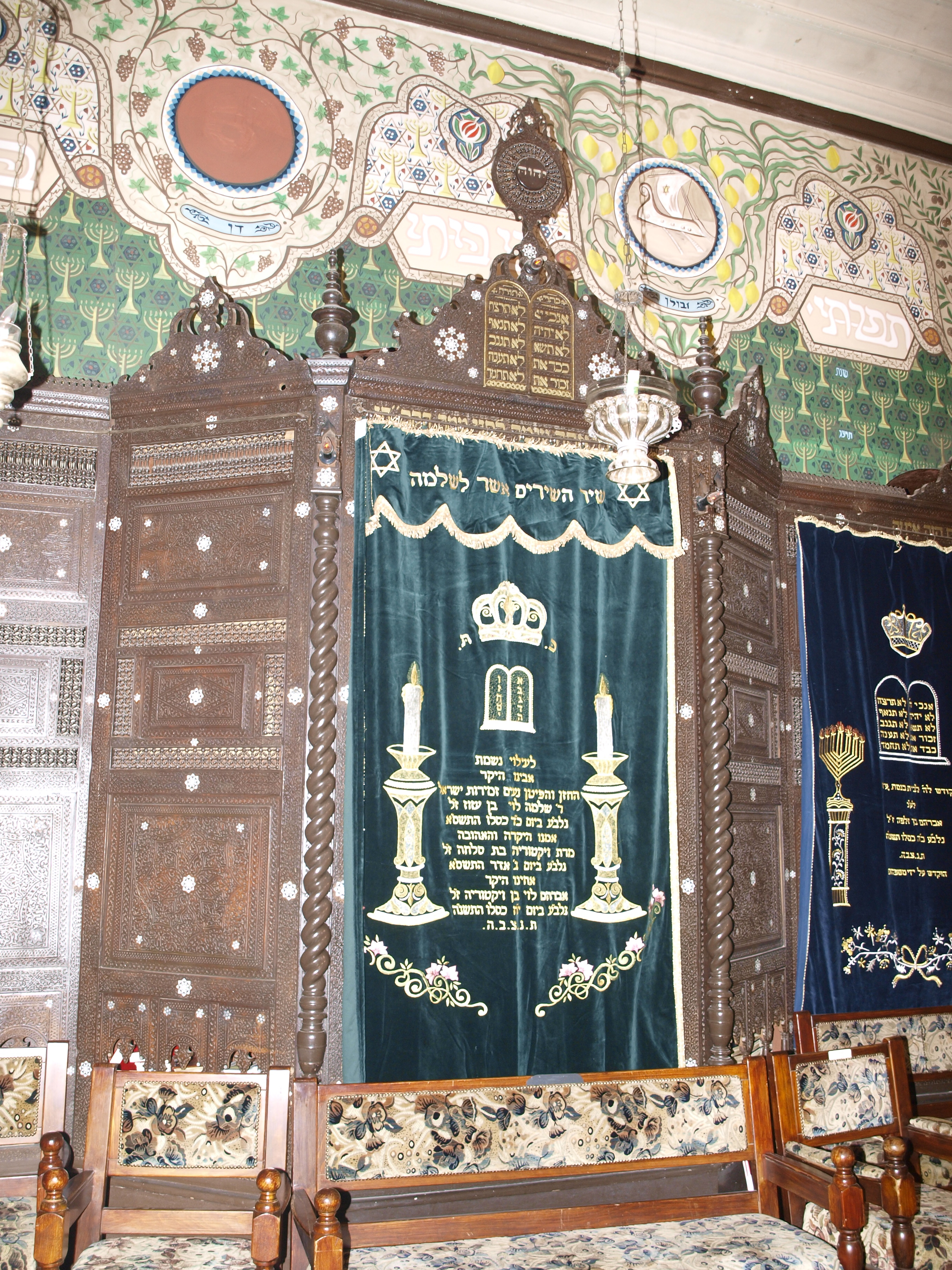
L'Arca Santa o Aron ha-Qodeix.

L'interior de la sinagoga està decorat amb l'estil tradicional de les sinagogues d'Orient Mitjà, un estil molt elaborat i amb cura, amb sostres alts, llums amb forma d'aranya fetes de ferro forjat, bancs de fusta enfront d'una estrada central, una petita balconada a la secció de les dones, i una arca santa que cobreix tota la paret de l'est. La gran arca de fusta de noguera i coberta d'intricats dissenys geomètrics amb incrustacions de mare-perla, va ser reparada extensivament l'any 2001 en honor del centenari de la sinagoga. Un mural que mostra representacions estilitzades de les Dotze Tribus d'Israel, és visible al llarg de la part superior de les parets, va ser pintat cap als anys 1911 i 1912 per en Yaacov Stark, un professor en la llavors recentment formada Acadèmia d'Art i Disseny Bezalel. Yaacov Stark formava part d'un grup d'artistes i d'intel·lectuals seculars de la segona Alià que cercava crear una nova i vibrant cultura a Jerusalem. Amb el pas del temps, el mural va ser parcialment repintat i la pintura s'ha descolorit, tanmateix ha estat restaurada.

## Centre dejazzanut

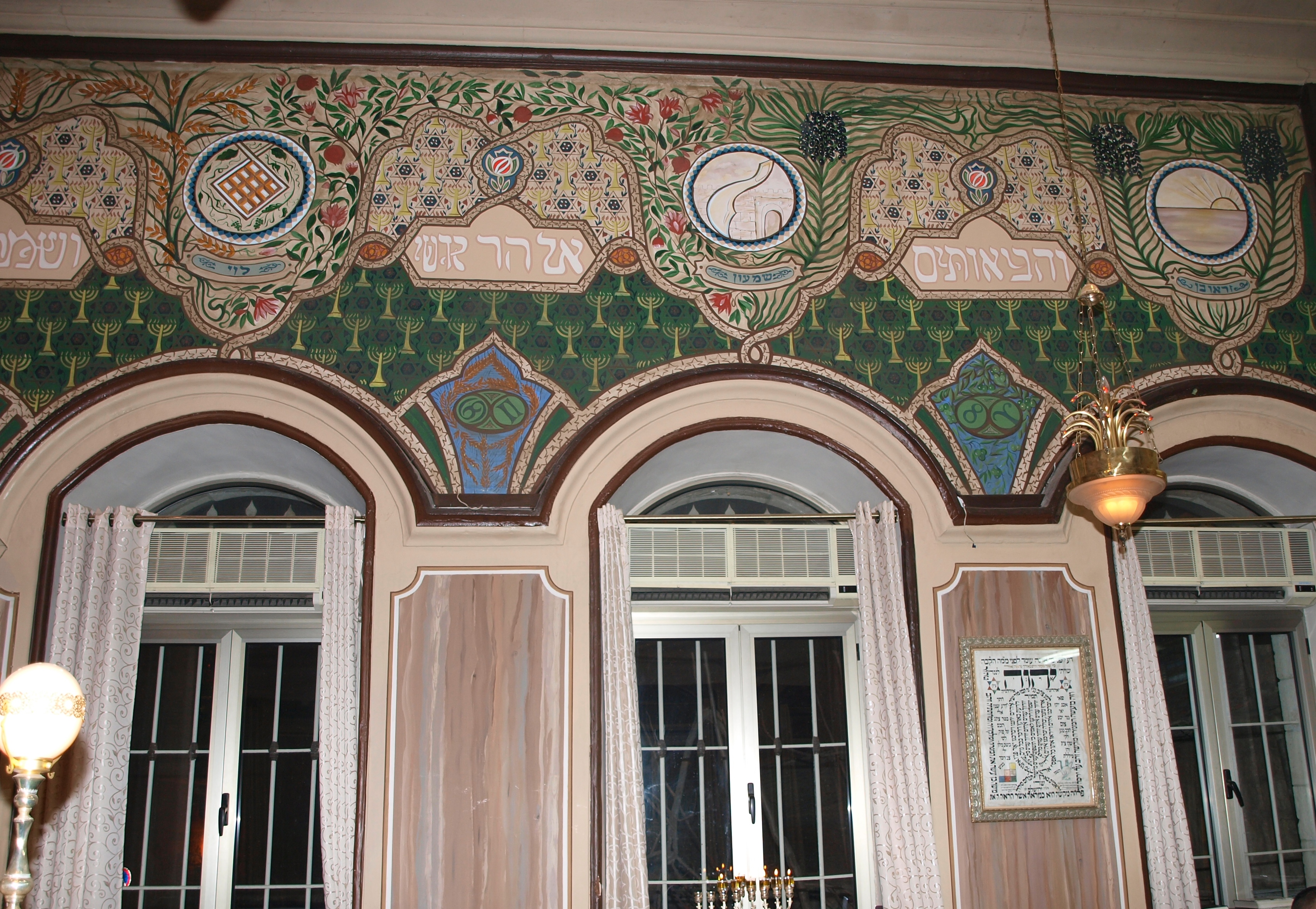
Les parets de la sinagoga tenen intricades pintures representatives de les Dotze Tribus d'Israel i les Set Espècies d'Israel.

La sinagoga Ades atreu molts visitants d'Israel i de l'estranger, en part a causa del seu estil litúrgic únic. Ades té dos serveis diaris al matí (fins i tot en shabbat i en dies festius), un servei a la tarda, i un servei combinat de nit que comença just abans del capvespre. És reconeguda com un centre de la jazzanut siriana (cant litúrgic jueu a l'estil de l'Orient Mitjà), Ades és una de les dues sinagogues a Jerusalem (i potser al món) que manté l'antiga tradició de les baqashot, poesies cabalístiques cantades en les hores del dissabte al matí durant els mesos d'hivern. Les sessions de baqashot solen començar a les tres de la matinada i la sinagoga se sol omplir de visitants.
Els jazzanim (cantants) de la sinagoga Ades es consideren els jazzanim amb més prestigi de la comunitat siriana. En molts casos, els cantants van específicament a aquesta sinagoga per aprendre maqamot i jazzanut. Al llarg del segle passat, molts cantants famosos van sortir de l'Ades. Els serveis de pregària a la sinagoga Ades difereixen només lleugerament dels serveis duts a terme en altres sinagogues sirianes a tot el món, tanmateix les diferents sessions de maqam setmanals poden variar d'una setmana a una altra.
En els darrers anys, Ades ha rebut una àmplia atenció a causa de la combinació del seu centèsim aniversari, l'any 2001, i el seu estatus únic, i la tendència cap a un major interès en el cant de les pizmonim o cants religiosos. La sinagoga és una parada regular per a excursions a peu en el barri de Nachlaot, així com un indret que molts jueus sirians d'arreu del món van a visitar a vegades com en un bar mitzvà, en les noces, o bé simplement per assistir a una sessió de baqashot. La comunitat conserva els vincles en la seva rica història i transmet la tradició de generació en generació. A més, la sinagoga ha produït DVD's de baqashot i CD's de música litúrgica religiosa.